# Sauresia sepsoides
Sauresia sepsoides — вид веретільницеподібних ящірок родини Diploglossidae. Мешкає на Гаїті та на сусідніх островах. Раніше цей вид відносили до роду Celestus, однак за результатами філогенетичного дослідження 2021 року, яке показало, що цей рід є парафілітичним, він був переведений до відновленого монотипового роду Sauresia.

## Поширення і екологія
Sauresia sepsoidess мешкають на сході Домініканської Республіки та на півострові Тібурон на півдні Гаїті, а також на сусідніх островах Гранд-Каєміте і Гонав. Вони живуть у вологих і сухих широколистяних тропічних лісах. Зустрічаються на висоті до 950 м над рівнем моря.